# Список глав государств в 107 году
Список глав государств в 106 году — 107 год — Список глав государств в 108 году — Список глав государств по годам

## Африка
- Мероитское царство (Куш) — Аманихалика, царь (103 — 108)

## Азия
- Армения Великая — Санатрук I, царь (88 — 110)
- Иберия — Митридат III, царь (106— 116)
- Китай (Династия Восточная Хань) — Ань-ди (Лю Ху), император (106 — 125)
- Корея (Период Трех государств):
  - Когурё — Тхэджохо, тхэван (53 — 146)
  - Пэкче — Киру, король (77 — 128)
  - Силла — Пхаса, исагым (80 — 112)
- Кушанское царство — Вима Кадфиз, великий император  (105 — 127)
- Осроена — Санатрук I, царь  (91 — 109)
- Парфия:
  - Хосрой, шах (105 — 129)
  - Вологез II, шах (105 — 147)
- Сатавахана — Шивасвати Сватикарни, махараджа  (84 — 112)
- Хунну — Тань, шаньюй (98—124)
- Япония — Кэйко, тэнно (император) (71 — 130)

## Европа
- Боспорское царство — Савромат I, царь  (90 — 123)
- Ирландия — Мал мак Рокриде, верховный король (106 — 110)
- Римская империя:
  - Траян, римский император (98 — 117)
  - Луций Лициний Сура, консул (107)
  - Квинт Сосий Сенецион, консул (107)

## Галерея

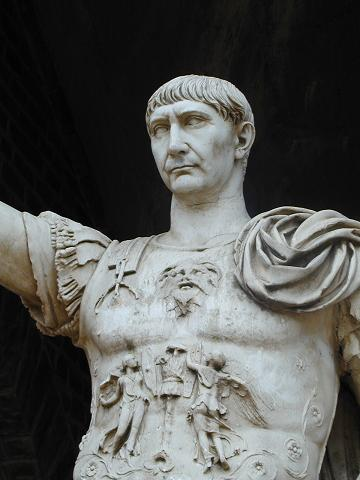
Марк Ульпий Траян 98—117 Император Римской империи
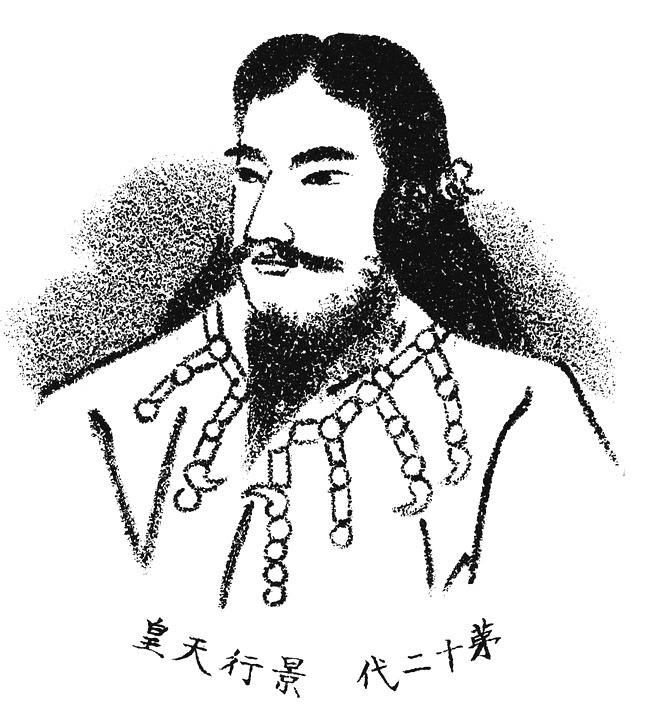
Кэйко 71—130 Император Японии